# دانیل پلومر
دانیل پلومر (انگلیسی: Daniel Plummer؛ زادهٔ ۲ ژانویهٔ ۱۹۵۷) دوچرخه‌سوار اهل بلژیک است.